# Мудандзян
Мудандзян е град в провинция Хъйлундзян, Североизточен Китай. Общото население на целия административен район, който включва и града, е 2 798 723 жители, а градското население е 805 584 (2010 г.). Общата площ на целия административен район е 40 435 кв. км, а градската част е с площ от 1608 кв. км. Намира се в часова зона UTC+8 на 233 м н.в. МПС кодът му е 黑C. Граничи с Русия на изток.
- Крайбрежна алея край река Мудан
- Паметник на жените, загинали във война
- Главната улица на града